# Шафак Павей
Шафак Павей (тур. Şafak Pavey, нар. 10 липня 1976, Анкара) — турецький дипломат, публіцист і політик. Вона є членом Великих національних зборів Туреччини від опозиційної Народно-Республіканської партії (НРП), що представляє провінції Стамбула. Є першим інвалідом жінкою, обраною в парламент Туреччини, членом Комітету Організації Об'єднаних Націй з прав інвалідів. В 2012 році Павей удостоєна Міжнародної жіночої премії мужності Державного департаменту США.

## Життєпис
Шафак Павей народилася 10 липня 1976 року в Анкарі. Її батьки — Шахін і Айше Енал, відомий журналіст і письменник. У 1994 році вона разом з чоловіком переїхала до Швейцарії, щоб вивчати там мистецтво та кіно. У 1996 році Павей втратила ліву руку і ліву ногу в аварії потягу в Цюриху. Рік потому вона вирушила в Лондон, щоб продовжити там свою освіту. У Лондоні вона вивчала міжнародні відносини в Вестмінстерському університеті, закінчила аспірантуру в Лондонській школі економіки.

## Кар'єра
Після закінчення навчання Павей працювала в канцелярії Верховного комісара Організації Об'єднаних Націй у справах біженців, будучи відповідальною за зовнішні зв'язки і гуманітарну допомогу в таких країнах, як Алжир, Єгипет, Іран, Ліван і Сирія. Працювала прес-секретарем UNHCR ООН у Центральній Європі в Угорщині, потім керівником департаменту з прав людини в Управлінні Верховного комісара Організації Об'єднаних Націй з прав людини.

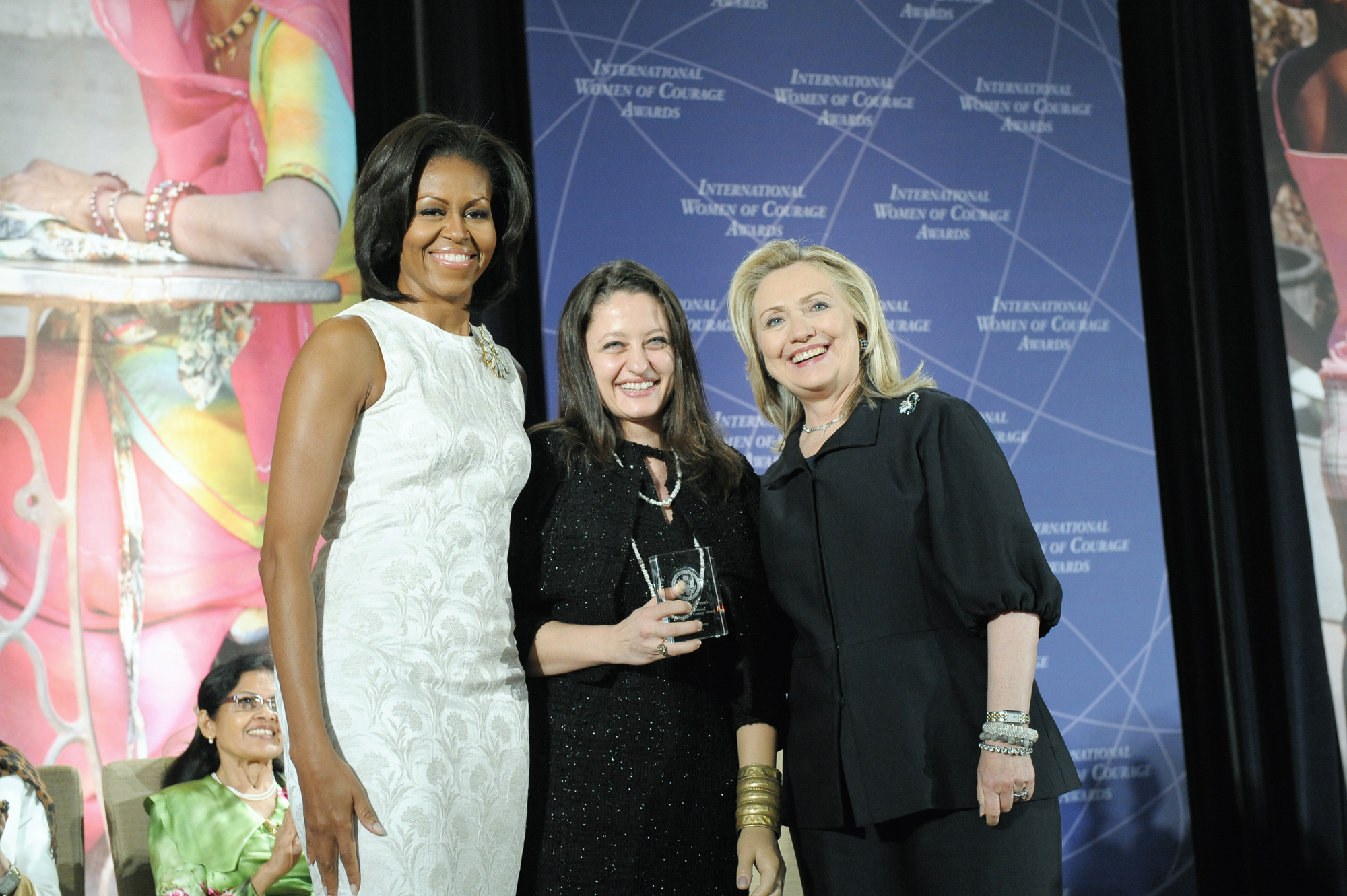
Шафак Павей з Мішель Обамою (ліворуч) і Гілларі Клінтон (праворуч) на церемонії нагородження IWOC у 2012 році

Пейви також працювала оглядачем у Стамбульській вірмено-турецькій двомовній щотижневій газеті «Агос», написала три книги, здійснювала спільні проекти з Гарвардським університетом, Королівською Академією Мистецтв у Лондоні і норвезькою Радою дизайнерів. Її книга  13 Numarali Peron (платформа № 13), що оповідає про залізничну катастрофу, написана спільно з її матір'ю Айше Енал і самої Павей, стала бестселером в Туреччині. Павей співпрацювала з лауреатом Нобелівської премії миру Ширін Ебаді при написанні книги «Права біженців в Ірані».
Після п'ятнадцяти років життя за кордоном, Павей, в 2011 році повернулася в Туреччину і балотувалася в парламент. Залишивши в 2012 році роботу в Організації Об'єднаних Націй, вона була обрана депутатом турецького парламенту від провінції Стамбула (Мармуроморський регіон) і народно-Республіканської партії, ставши першим інвалідом жінкою — членом турецького парламенту. У межах своєї депутатської роботи вона є членом комітету Туреччина—ЄС — комітету Євро-Середземноморської Парламентської Асамблеї середземноморського Союзу, підкомітету з питань енергетики, водних ресурсів і довкілля, а також віце—головою і членом товариства дружби з Південною Кореєю і Норвегією від турецького парламенту. Згодом вона була призначена відповідальною за екологічну і соціальну політику в країні.

## Нагороди
- Міжнародна премія мужності Держдепартаменту США[8]
- Премія миру Міжнародної молодіжної палати[15]
- Премія Британського національного світського суспільства (2014)[16]

## Публікації
- 13 Numaralı Peron (Yazarları Ayşe Önal/Şafak Pavey) (1996) ISBN 9753252773
- Nereye Gidersem Gökyüzü Benimdir (2011) ISBN 9786055411107